# Autolytus spirifer
Autolytus spirifer är en ringmaskart som beskrevs av Augener 1913. Autolytus spirifer ingår i släktet Autolytus och familjen Syllidae. Inga underarter finns listade i Catalogue of Life.